# Нахр-Ибрахим (река)
Нахр-Ибрахи́м (Ибрахи́м, араб. نَهر إبراهيم‎ от نهر‎ — река и إبراهيم‎ — Ибрахим (Авраам), в Коране и Книге Бытия родоначальник евреев и арабов) — река в Ливане. Является естественной границей районов Джубейль и Кесруан в мухафазе Кесруан-Джубейль (ранее Горный Ливан). Берёт исток на склонах хребта Ливан.
Правой составляющей является река Нахр-эр-Руаис, которая берёт исток в муниципалитете Эль-Акура.
Левой составляющей является река Нахр-Адонис, которая берёт исток из пещеры в муниципалитете Афка.
Реки Нахр-эр-Руаис и Нахр-Адонис сливаются восточнее города Картаба. Река течёт на запад, выходит на равнину и впадает в Средиземное море между портами Джуния (на юге) и Джубейль (древний Библ, на севере).
В реке вылавливают речную рыбу.
В античности река была известна как Адо́нис (др.-греч. Ἄδωνις). В трактате «О сирийской богине» Лукиан сообщает:
В стране Библа есть ещё и другое чудо — это река, текущая с Ливанских гор в море. Имя её — Адонис. Каждый год она меняет свой цвет, делаясь кровавой. Впадая в море, она окрашивает его на далекое пространство и тем указывает библосцам время великой печали. Рассказывают, что в эти дни на Ливане получает рану Адонис и что его кровь, стекая в реку, меняет её цвет. Отсюда река и получила своё имя.Перевод С. С. Лукьянова (1915) по французскому переводу Эжена Тальбо (1912)
Далее Лукиан приводит другую версию, рассказанную одним библосцем, что цвет придаёт ярко-жёлтая почва (κάρτα ξανθόγεώς, Э. Тальбо (1912): terre extrêmement rouge … chargée de vermillon, С. С. Лукьянов (1915): «красноватого оттенка … с большою примесью сурика»), которую несёт ветер в реку.
По версии мифа во время охоты в Ливанских горах Адониса, любимого Астартой (Афродитой), смертельно ранил вепрь. Страдающая Астарта (Афродита) оплакивала Адониса и спустилась за ним в нижний мир.
В верховьях реки Адонис, в Афаке (др.-греч. Ἄφακα, ныне Афка) находилась знаменитая роща и святилище Астарты (Афродиты), построенное легендарным царём Библа Киниром, разрушенное по приказу римского императора Константина (306—337). Здесь по преданию находилась могила Адониса.

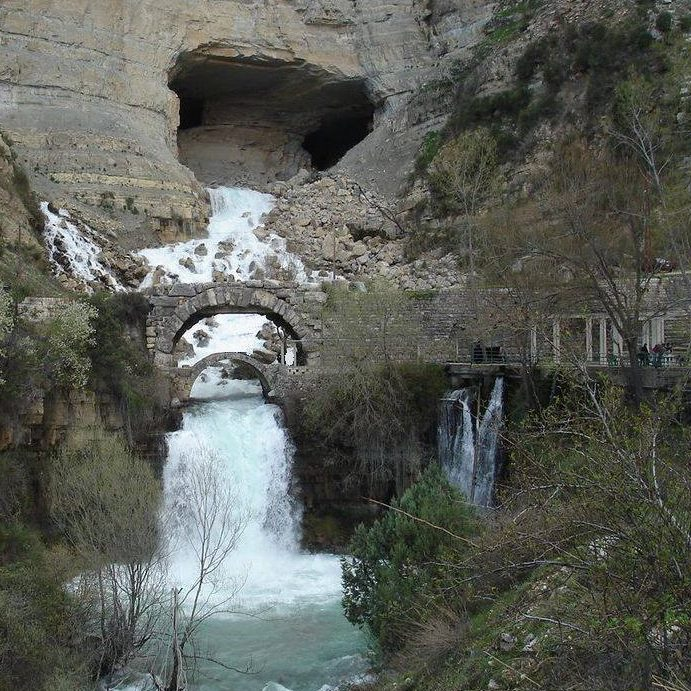
Пещера Афка[вд]
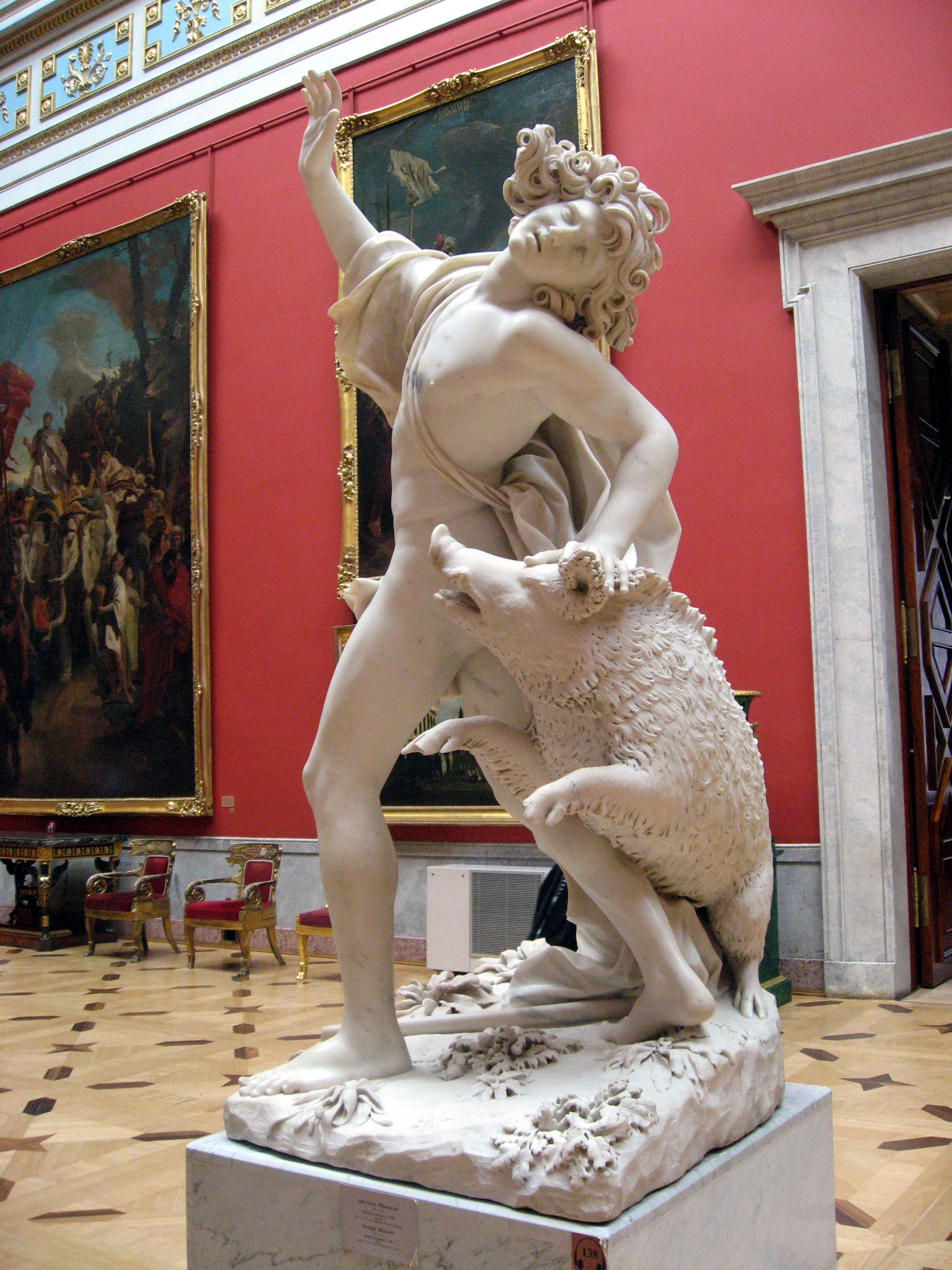
Скульптура Джузеппе Маццуоли «Смерть Адониса». 1709 год. Эрмитаж
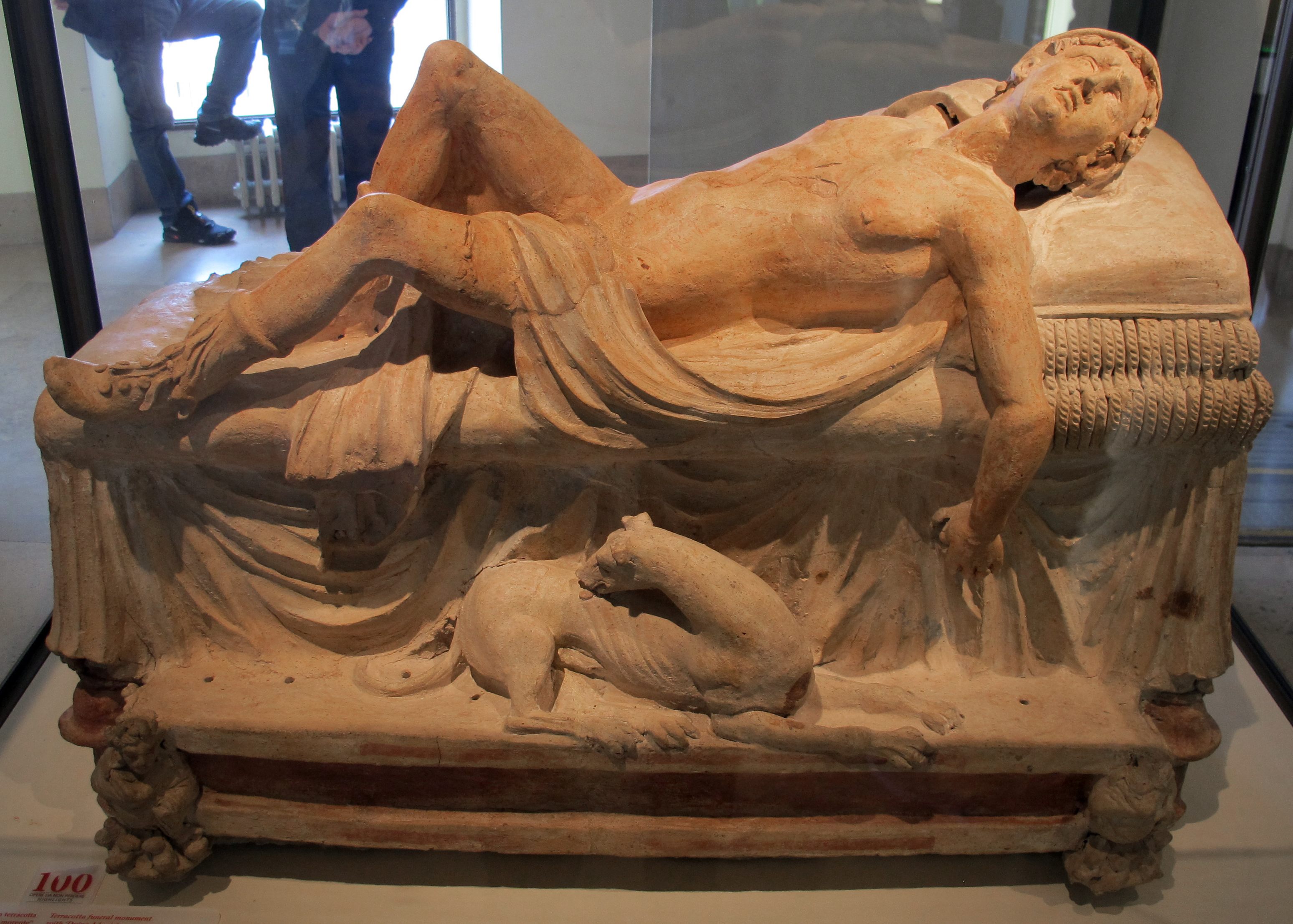
Погребальный монумент, изображающий умирающего Адониса. 250—200 гг. до н. э. Григорианский Этрусский музей Ватикана